# Apollinopolis
Apollinopolis est le nom hellénisé de Béhédet, la cité antique égyptienne du dieu solaire Horus (Apollon pour les Grecs, d'où le nom du site). La cité est plus connue sous le nom d'Edfou, et possède un temple colossal d'époque ptolémaïque, l'un des mieux conservés d'Égypte.
Elle est aussi appelée Apollinopolis Magna, par opposition à Apollinopolis Parva, autre ville d'Égypte portant ce nom et située au nord de celle-ci et à quelques kilomètres au sud-ouest de Coptos.